# 萊克布朗森 (明尼蘇達州)
萊克布朗森（英語：Lake Bronson）是一個位於美國明尼蘇達州基特遜縣的城市。

## 歷史
萊克布朗森的郵局自1904年營運至今。此地得名自當地早期定居者吉爾斯·布朗森（Giles Bronson）。

## 人口
根據2020年美國人口普查的數據，萊克布朗森的面積為1.42平方千米，當中陸地面積為1.37平方千米，而水域面積為0.05平方千米。當地共有人口178人，而人口密度為每平方千米125人。